# شاهين نجفي
 شاهين نجفي (ولد في 3 أكتوبر 1980 -- بندر أنزلي، إيران) هو مغني وكاتب أغاني وعازف إيراني ويقيم حاليا في ألمانيا.

## الوظيفي

### السيرة الذاتية
ولد نجفي عام 1980 في بندر أنزلي في مقاطعة جيلان من إيران. ودرس علم الاجتماع في الجامعة، لكنه فشل في الحصول على درجة بعد أن أعرب عن الرغبة في تعلم علم الاجتماع من داخل المجتمع بدلا من الفصول الدراسية. في الأصل يعمل كشاعر في إيران، وتلقى تدريبا في كل من الكلاسيكية والفلامنكو القيثارات النمط. وبدأ أيضا في العمل مع العديد من المجموعات الموسيقية تحت الأرض (فرق مخفيه) في إيران. وتحت ضغط من الحكومة الإيرانية لإزالة السياسية رسائل من موسيقاه، هاجر إلى ألمانيا في عام 2005، وبدأ تنفيذ تپش 2012 مع عام. وتلقى الفريق استقبالا حسنا من قبل الجالية الإيرانية وسائل الاعلام، ويرجع ذلك جزئيا إلى النجفي واجتماعيا وسياسيا اتهم كلمات. غادر الفريق في بداية عام 2009. [عدل]
أغنيات نجفي هي مزيج من الاحتجاجات ضد الحكومات الدينية، والفقر، والتمييز على أساس الجنس، والرقابة، وإدمان المخدرات. وأغنية والسلطة على الطلاب في إيران تركز على المضايقات التي يواجهها الطلبة التقدمية في إيران، بينما نحن لسنا رجال هو استجابة لمحاولات الحكومة لقمع الحركة المتزايدة لتأمين الحقوق المتساوية للمرأة.

## ديسكغرفيي
- نحن لسنا رجال (مع تبش 2012) (2008)
- الوهم (2009)
- خون سال (2011)
- أية، أية، أية (فارسي: هيچ، هيچ، هيچ) (2012)
- ترامادول (2013)
- 1414 (2014)
- ص (2015)
- راديكال (2016)

## روابط خارجية
- شاهين نجفي على موقع IMDb (الإنجليزية)
- شاهين نجفي على موقع ميوزك برينز (الإنجليزية)
- شاهين نجفي على موقع ديسكوغز (الإنجليزية)